# Radima edmundsorum
Radima edmundsorum is een haft uit de familie Leptophlebiidae. De wetenschappelijke naam van de soort is voor het eerst geldig gepubliceerd in 2003 door Ackers, Peters & Peters.
De soort komt voor in het Afrotropisch gebied.